# يوليانوس (بابا الإسكندرية)
يوليانوس الأول هو بطريرك الإسكندرية وبابا الكنيسة القبطية الأرثوذكسية الحادي عشر. وُلد في مدينة الإسكندرية. كان طالباً مجتهداً في الكلية الإكليريكية التي أسسها مار مرقس الرسول، ورُسم قساً بمسقط رأسه، وقد فاق الكثيرين بعلمه وعفافه وتقواه فرُسم بطريركاً.
وكان الوثنيون وقتئذٍ لا يسمحون للأساقفة بالخروج عن مدينة الإسكندرية فكان هو يخرج سراً منها ويرسم الكهنة في كل مكان، ووضع مقالات كثيرة وميامر عظيمة لتعليم النصارى. أقام على الكرسي الرسولي عشر سنين، وعاصر الإمبراطور كومودوس. تنيح بسلام يوم 8 برمهات - 17 مارس 188م وتعيد الكنيسة بتذكار نياحته في الثامن من شهر برمهات.